# Kitschera (Fluss)
Die Kitschera (russisch Кичера) ist ein Zufluss des Baikalsees in der russischen Republik Burjatien.
Die Kitschera entspringt im Oberen Angaragebirge (Верхнеангарский хребет) nördlich des Baikalsees. Sie durchfließt in südwestlicher Richtung mehrere Seen, darunter den 277 km² großen Kulinda-See (Озеро Кулинда). Bei der Siedlung Kitschera erreicht sie eine große Lagune am Nordende des Baikalsees, in welche auch die Obere Angara wenige Kilometer östlich mündet. Die Nehrung Jarki trennt das Mündungsdelta vom See. 
Die Kitschera hat eine Länge von 126 km und entwässert ein Areal von 2430 km². Kurz vor Erreichen der Lagune trifft ein größerer Nebenarm der Oberen Angara, der Angarakan, von links auf die Kitschera. Der wichtigste Nebenfluss, die Cholodnaja (Холодная), mündet unmittelbar vor der Lagune von rechts in die Kitschera.